# Marcel Wanders
Pour les articles homonymes, voir Wanders.
 (mai 2025).
Marcel Wanders, né le 2 juillet 1963 à Boxtel aux Pays-Bas, est un designer néerlandais.

## Biographie
Marcel Wanders est diplômé de l'école d'art de Arnhem en 1988[réf. nécessaire]. De 1990 à 1992, il travaille à[réf. nécessaire] Landmark Design & Consultancy, l'un des studios de design les plus importants des Pays-Bas.
En 1992[réf. nécessaire], Wanders est l'un des quatre fondateurs de WAAC's Design & Consultancies, qui devient rapidement l'un des studios de design les plus connus des Pays-Bas[réf. nécessaire]. Il travaille comme designer indépendant et commence à être reconnu avec la création de la chaise Knotted Chair produite par le collectif néerlandais Droog Design en 1996[réf. nécessaire].
En 2000, il crée la société Moooi qui est reconnu pour ses créations drôles et originales[réf. nécessaire].

## Œuvre
Les créations de Marcel Wanders font partie des collections de plusieurs musées comme le MoMA ou du SFMOMA.

### Réalisations (sélection)

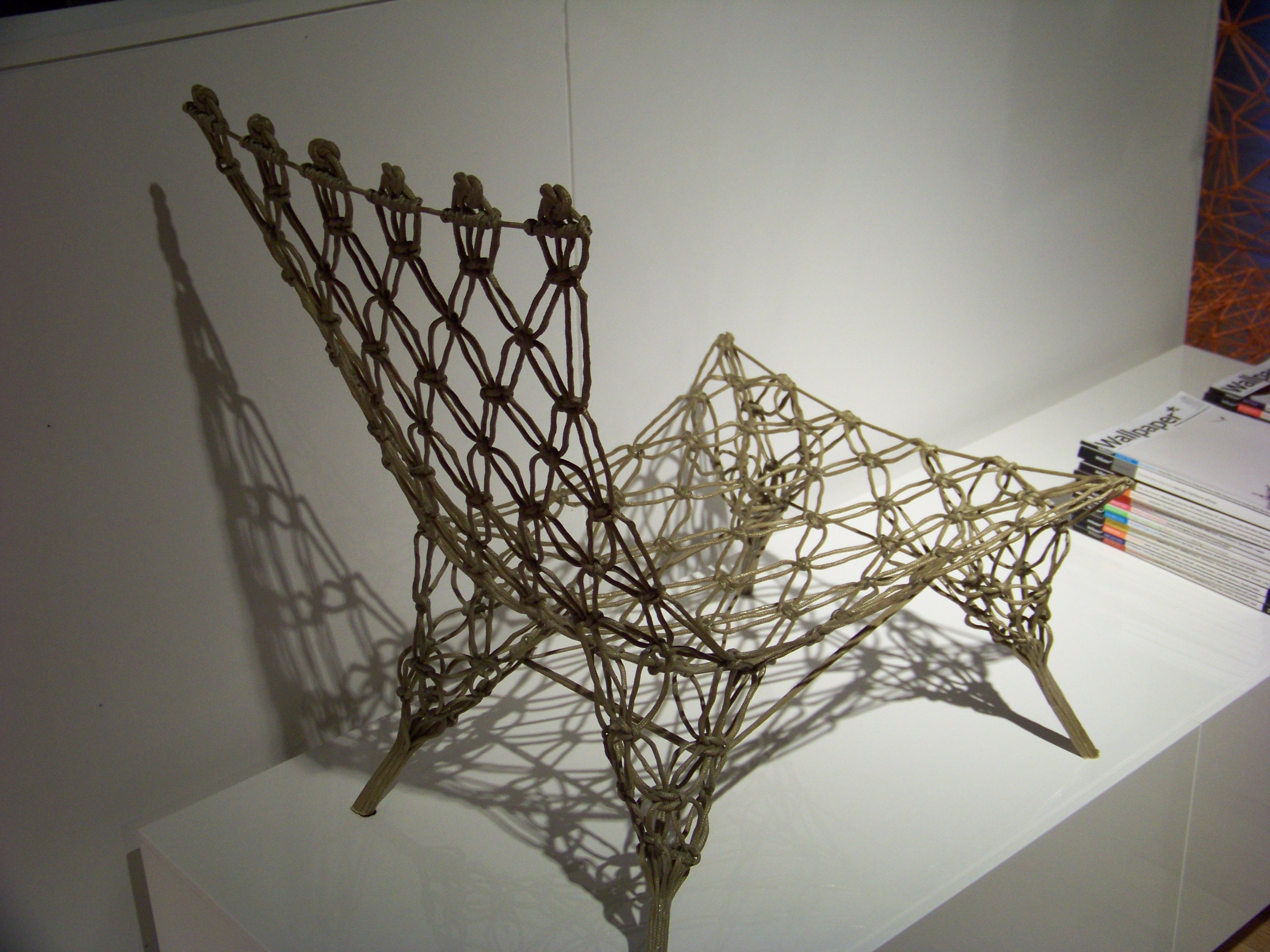
Chaise Knotted Chair.

- Knotted Chair (1996), Droog Design puis Cappellini
- V.I.P. Chair (2000), Moooi
- Lampe Zeppelin inspirée de la lampe Taraxacum d'Achille Castiglioni, Flos
- Crochet Chair (2006), Droog Design
- Couverts Jardin d'Eden (2010), Christofle
- Tabouret Stone (2007),  Kartell
- Suspension Skygarden (2007), Flos
- Lampe à poser Set up shade (1989), Moooi
- Fauteuil Monster (2001), Moooi
- Chaise Carbon (2004), Moooi
- Poignée Dolce Vita (2014), Olivari
- Egg Vase (1998), Moooi